# Sirdjan
Sirdjan (en persan : سيرجان / Sirjân), est une ville d'Iran, capitale de la préfecture de Sirdjan, dans la province de Kerman. Sa population s'élève à 170 916 personnes (recensement de 2006).

## Géographie
La ville est bâtie à 1 730 m d'altitude, entre les monts Zagros et le massif de Hazaran. 

## Économie
Sirdjan est connue pour ses pistaches, ses kilims et ses industries liées aux mines de cuivre de la région.